# Starogard

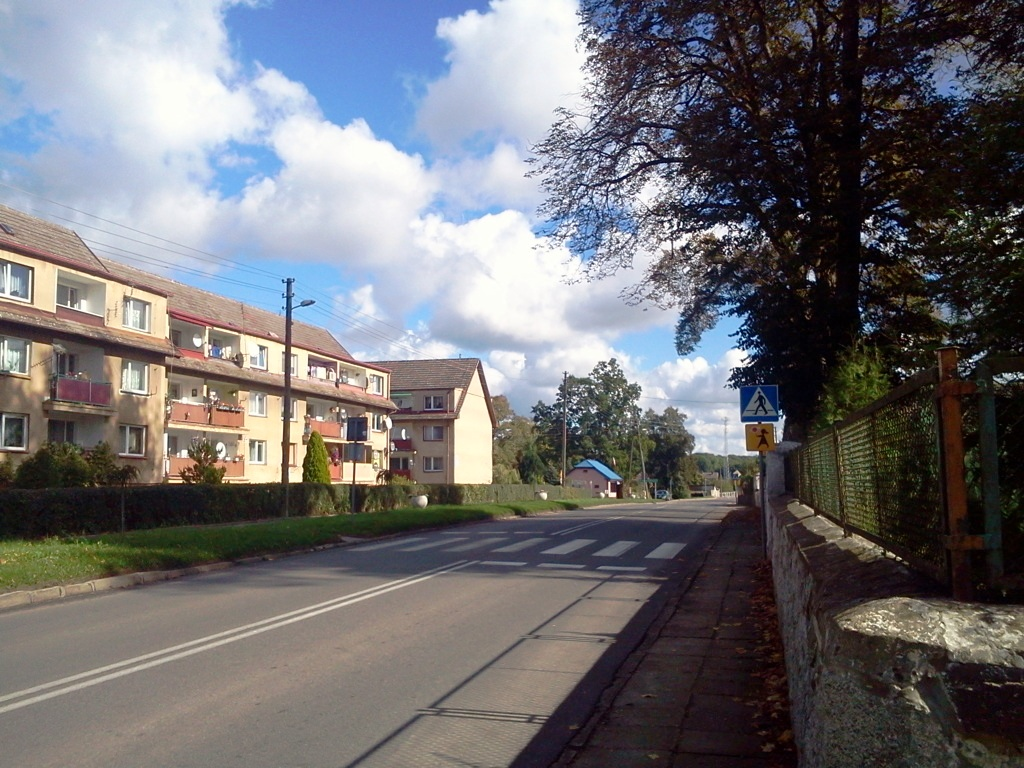
Widok na Starogard

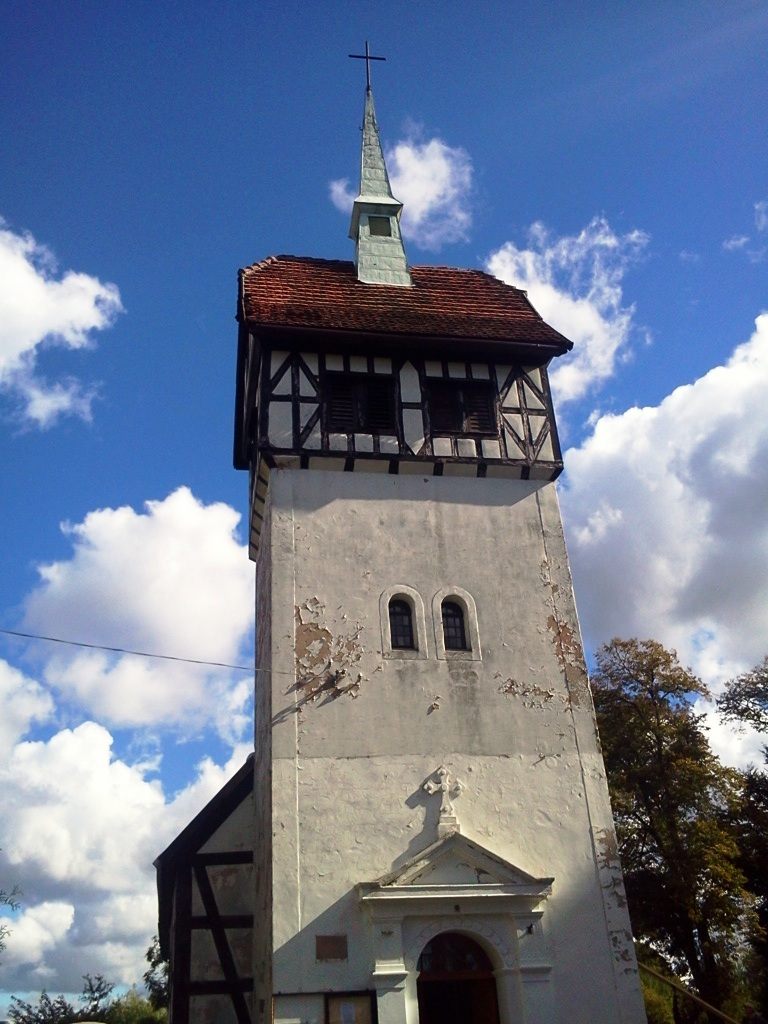
Kościół pw. Najświętszego Serca Pana Jezusa

Starogard (niem. Stargordt, Stargord) – osada sołecka w Polsce położona w województwie zachodniopomorskim, w powiecie łobeskim, w gminie Resko, przy skrzyżowaniu drogi wojewódzkiej nr 148 z drogą wojewódzką nr 152 i przy trasie linii kolejowej Resko-Łobez (obecnie zawieszonej).
W latach 1818–1945 miejscowość administracyjnie należała do Landkreis Regenwalde (Powiat Resko) z siedzibą do roku 1860 w Resku, a następnie w Łobzie. W latach 1945–54 siedziba gminy Starogard. W latach 1975–1998 miejscowość należała do województwa szczecińskiego. W osadzie znajduje się szkoła podstawowa oraz agencja pocztowa (Starogard Łobeski).

## Historia
W miejscowości tej już na początku XII wieku istniał zamek obronny (grodzisko wendyjskie), a resztki murów obronnych istniały jeszcze w średniowieczu. Osada na początku XIII w. stanowiła uposażenie zakonu joannitów. W pierwszej połowie XVI wieku miejscowość zostaje lennem rodu von Borck i w następnych latach wznoszą oni we wsi obronny dwór oraz kościół, bogato go uposażając. Dzięki dochodom z nowocześnie prowadzonego rolnictwa i działalności gospodarczej, oraz dochodów z racji zajmowanych stanowisk dwór stopniowo zostaje przebudowany przez kolejne pokolenia tego rodu na pałac i w XIX wieku założenie pałacowe obiektu liczy ponad 20 budynków. Rezydencja ta była jedną z najbardziej okazałych i bogato wyposażonych (dzieła sztuki (portrety i gobeliny), prywatne kolekcje (historii terenu, pomiarów, meteorologii i książek) na Pomorzu i stanowiła centrum rozległego klucza majątków rodu von Borcke
Po wkroczeniu Armii Czerwonej w pałacu żołnierze radzieccy zgwałcili i zamordowali kilka kobiet. W odwecie mieszkańcy (prawdopodobnie Niemcy, oraz Polacy z robót przymusowych) nocą obezwładnili pijanych i spalili żywcem pojmanych żołnierzy, a zamordowane kobiety potajemnie pochowali w zbiorowej mogile na miejscowym cmentarzu. Rosjanie nie mogąc odnaleźć sprawców spalili pałac i zabudowania.
Starogard dawniej i dziś na zdjęciach i mapach można obejrzeć na podanych niżej stronach.

## Zabytki
W miejscowości znajdują się następujące zabytki:
- Kościół NSPJ Kl.20/68/63
- Pałac w Starogardzie (ruina) Kl.V.-0/74/56
- Park dworski Kl.V-0/74/56
- Grób rodowy rodziny Borków. Obiekt zabytkowy – nr rej. 438 z 12.12.1963 r.

### Kościół

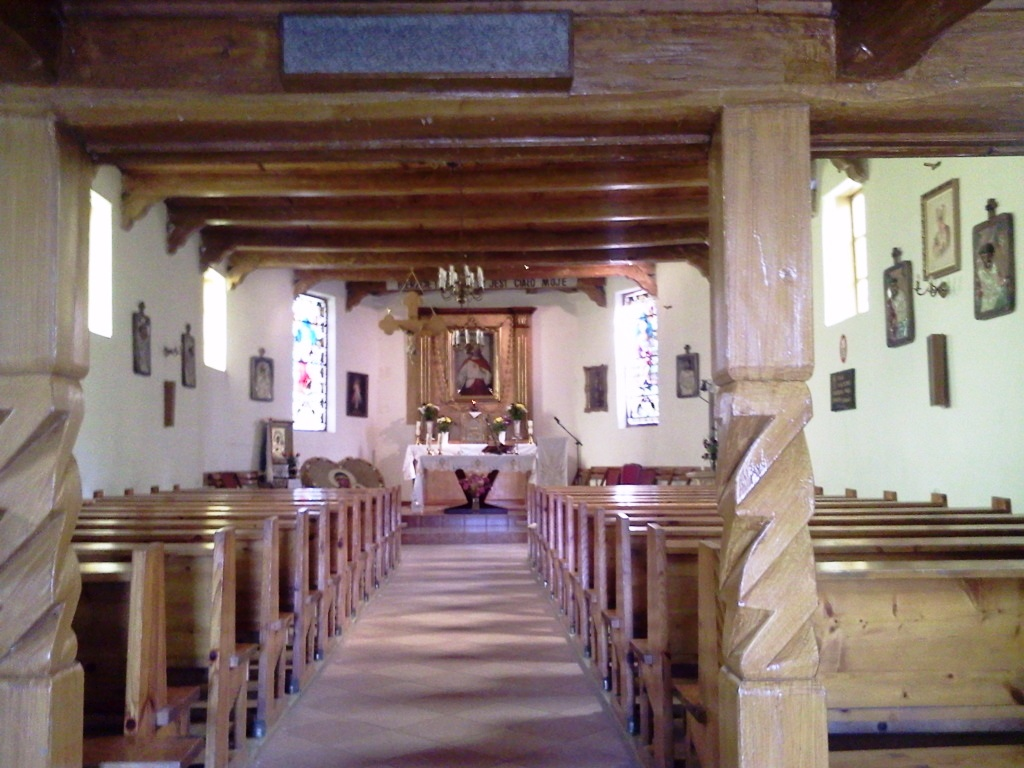
Wnętrze kościoła

W Starogardzie jest poświęcony 21 lipca 1946 roku kościół parafialny (obecnie pw. Najświętszego Serca Pana Jezusa) o konstrukcji ryglowej z 1579 r. Na wieży kościoła znajduje się dzwon z 1572 wykonany przez stargardzkiego ludwisarza Joachima Karstede, oraz nieczynny mechanizm zegarowy.
Kościół usytuowano na działce, stanowiącej po dziś dzień cmentarz przykościelny. Ma ta działka plan prostokąta z trójbocznie zamkniętym prezbiterium, bez wieży zachodniej. Ściany o konstrukcji szkieletowej z drewna dębowego posadowiono na kamiennym fundamencie, wysokiej podmurówce i podwalinie, w której osadzono pionowe słupy i narożne zastrzały. Całość powiązana jest poziomymi ryglami i spięta oczepem. Prostokątne fachy wypełniono otynkowaną cegłą. Okna (jednodzielne) o prostokątnych ościeżach, osadzono symetrycznie w górnej części elewacji północnej i południowej. Okna w prezbiterium są nieco większe.
Wnętrze kościoła przykryto drewnianym stropem belkowanym wspartym na drewnianych wspornikach przyściennych i ozdobnie ciosanym oczepie, oraz dachem dwuspadowym z ceramicznym pokryciem, nad zamknięciem prezbiterium wielopołaciowym. Do południowej elewacji kościoła dobudowano pomieszczenie zakrystii na planie kwadratu i przykryto dachem pulpitowym. Na ścianie zachodniej znajduje się wejście o prostych ościeżach, a w elewacji południowej jest niewielkie okienko o prostokątnym wykroju. W kościele jest ambona z XVIII wieku.
Bardzo oryginalnie prezentuje się dobudowana na początku XX wieku (1909 r.) wieża zachodnia o prostokątnej podstawie i wielokondygnacyjnym korpusie. Zbudowano ją z cegły i została otynkowana. Wtedy też w okna wstawiono witraże (wstawiono 3 jest 2) św. apostołów Piotra i Pawła z pracowni Hansa Schreibera z Berlina. W elewacjach północnej i południowej znajdują się wąskie okienka szczelinowe doświetlające wnętrze. W ścianie zachodniej osadzone są symetrycznie dwa niewielkie okna o prostych ościeżach zamkniętych półkoliście. Portal wejściowy osadzony jest na osi kościoła w elewacji zachodniej. Otrzymał on formę renesansową z prostymi ościeżami, zamkniętymi łukiem półkolistym. Obramienie portalu stanowią dwa pilastry z gzymsami, zakończone trójkątnym przyczółkiem i wieńczącym go krzyżem. Górna kondygnacja wysunięta jest nieco przed lico ścian wieży i osadzona na drewnianych wspornikach. Posiada gęstą konstrukcję szkieletową, krytą dachem naczółkowym (prostopadłym do osi kościoła) z ceramicznym pokryciem. Wieńczy go prostokątna latarnia z iglicą, zakończoną krzyżem. Nadbudowa ta stylizuje do formy domostw ryglowych wznoszonych w regionie, i jest unikatowym rozwiązaniem na terenie Pomorza Zachodniego.
Plac przykościelny o dość regularnym zarysie otoczony jest kamiennym murem z bramkami i furtami. Po dziś dzień pełni on rolę cmentarza. Wewnątrz kościoła jest drewniana empora organowa, wsparta na dwóch kwadratowych słupach, rzeźbionych w części środkowej, imitujących kręcone kolumny. Empory boczne usunięto. W kościele są organy.

### Pałac

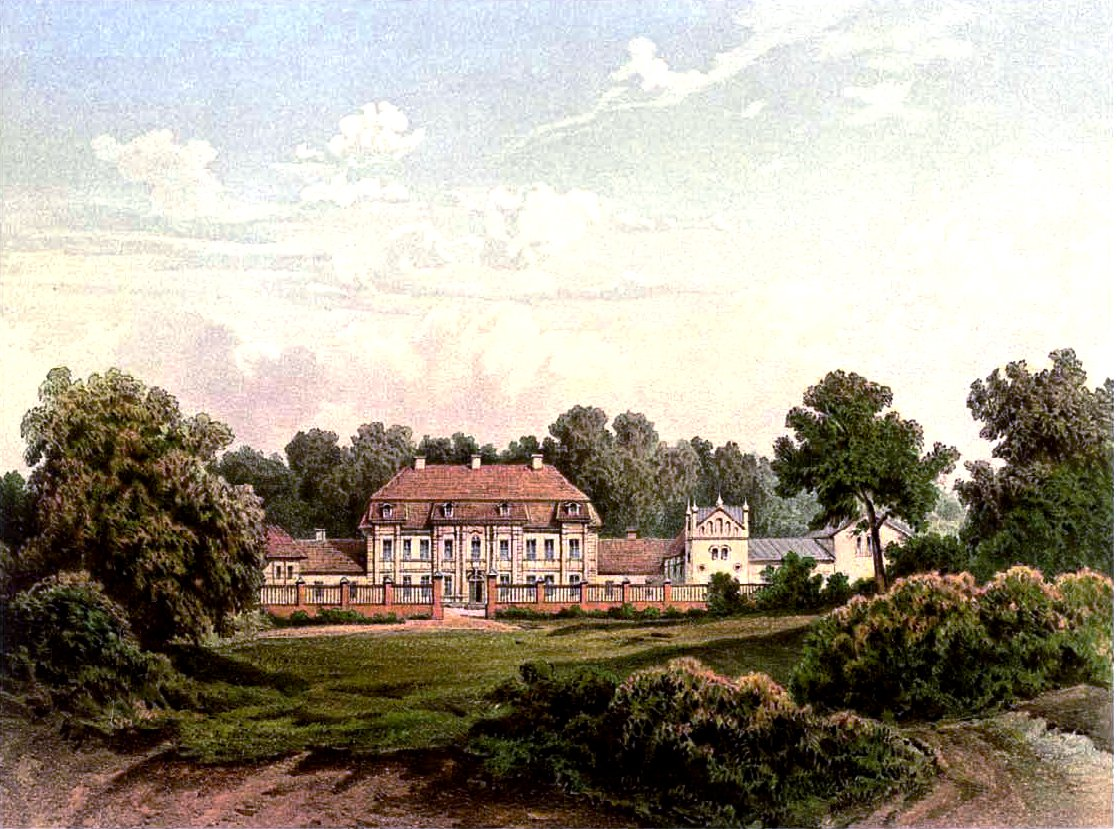
Pałac – wygląd oryginalny – 1861 r. Litografia – Alexander Duncker

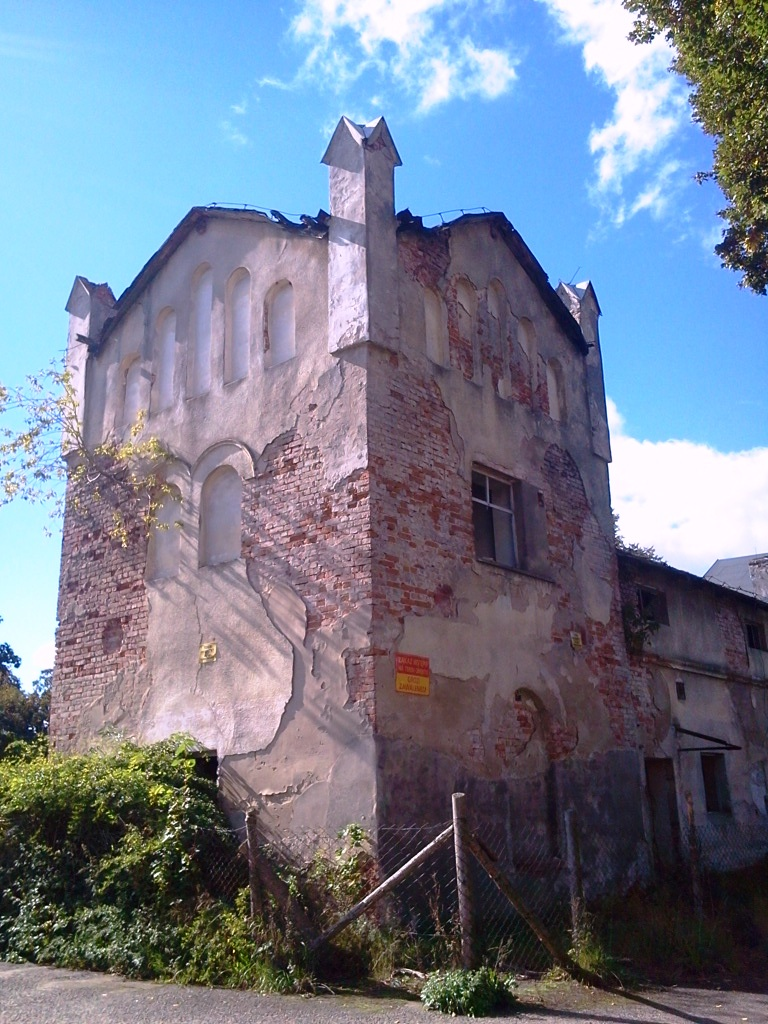
Kwadratowy budynek wieżowy w skrzydle pałacu

Pałac w  Starogardzie rodu von Borck pozostaje w ruinie od końca działań wojennych. Umiejscowiony jest w centralnej części wsi, po północnej stronie drogi. Czytelny jest układ głównego korpusu (dwie kondygnacje, otynkowany, dach mansardowy) i zachowany główny ryzalit z tarczą herbową rodu von Borck i datą 1840 (data uzyskania tytułu graf (hrabia) Grafendiplome ). Według miejscowych władz samorządowych w dalszym ciągu, mimo ogromnych zniszczeń, możliwa jest odbudowa pałacu (np. na muzeum ziemi łobeskiej).
Rozbudowa istniejącego od pokoleń obronnego dworu w Starogardzie ma miejsce w latach 1717-21, kiedy to marszałek polny na dworze pruskim Fryderyka Wilhelma I i wielkorządca miasta Szczecina Adrian Bernarda von Bork wznosi wspaniały barokowy pałac w stylu holenderskim, a jego syn Heinrich Adrian w roku 1743 dobudowuje nowe skrzydło nakryte mansardowym dachem co umożliwiło powstanie reprezentacyjnego dziedzińca. Obok pałacu założono ogród, który w późniejszym okresie przekształcono w park krajobrazowy.
Początkowo dojazd do pałacu prowadził przez folwark i otoczony był z trzech stron zabudowaniami folwarcznymi (stajnie, stodoły (jedna była kolista) i warsztaty), dalej w formie skrzydeł dostawiono budynki gospodarcze i mieszkalne dla służby lecz nowy właściciel (Philipp von Borck) uznał takie rozwiązanie za zbyt wiejskie i usunął bliskie pałacu budynki gospodarcze i założył przed budynkiem gazon, (na którym stała armata) aby zwiększyć reprezentacyjność dworu. Budynek główny (bez skrzydeł) miał wymiary 33x14 metrów, a na parterze budynku znajdowało się 11 pomieszczeń, gdzie największe z nich to hol i sala ogrodowa. Do budynku głównego dobudowano dwukondygnacyjne skrzydła pałacu do których później dostawiono poprzeczne przybudówki, gdzie akcent stanowiły kwadratowe budynki wieżowe.
W holu pałacu stały dwie okazałe barokowe szafy gdańskie. Sufity i ściany pokoi pałacowych zdobione były sztukaterią, oraz chińskimi, brukselskimi lub berlińskimi tapetami w stylu haute lisse. W komnatach wisiało 8 barwnych flamandzkich gobelinów (wymiary 8x4 i 4x 1,4 metra) i wiele obrazów w tym obrazy wykonane przez Antoine Pesne – francuskiego malarza i rysownik okresu rokoka, nadwornego malarza królów pruskich. Według Wulf-Dietrich von Borcke obrazów tego malarza było w pałacu 4, ale inne źródła podają ich więcej. Na ścianach klatki schodowej i górnego korytarz wiszą obrazy pochodzące z pałacu książęcego w Wołogoszczy. Wewnątrz pokoi stały przeważnie białe meble w stylu empire. Na sufitach wisiały wielkie kryształowe lub metalowe żyrandole. W Pałacu znajdował się cenny zbiór historycznych i przyrodniczych książek, oraz zbiory przyrządów fizycznych i meteorologicznych.
Na cmentarzu ogrodzone płotem znajduje się byłe miejsce pochówku rodziny von Borck (nr rej. 438 z 12.12.1963 r.). Brak jest płyt nagrobnych, ale przetrwał do dziś wysoki krzyż z porfiru.

### Park dworski

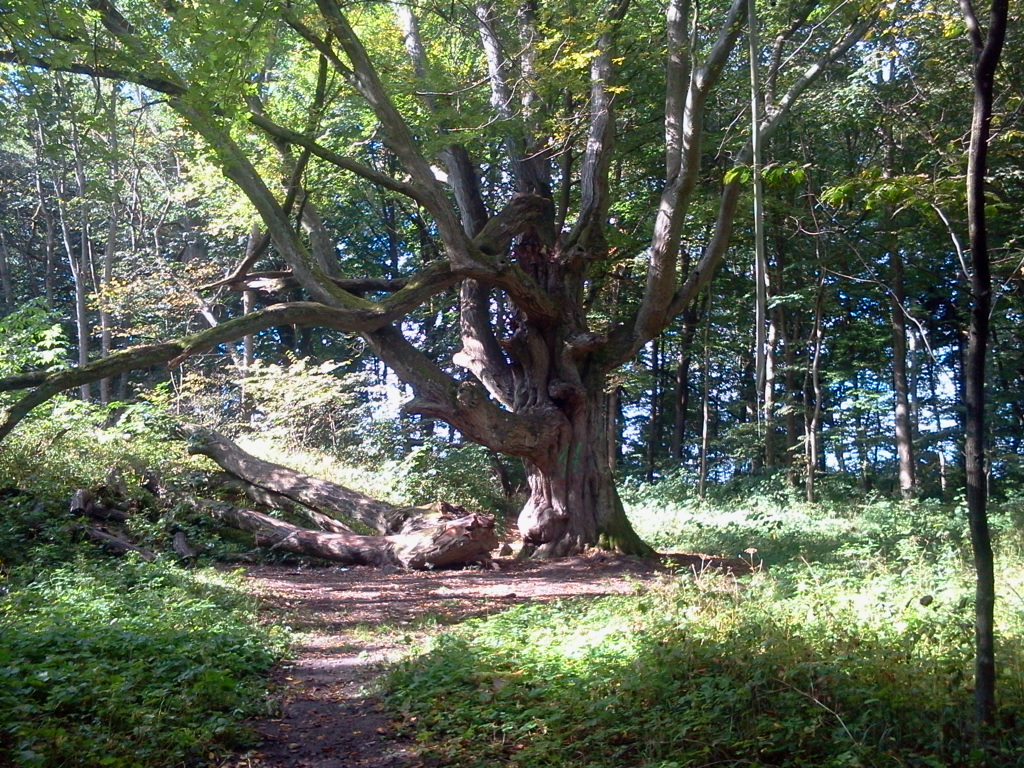
Okazy drzew w parku dworskim

Za pałacem planowano początkowo założenie barokowego ogrodu o surowym, symetrycznym ukształtowaniu według wzorów francuskich, stąd oś środkowa pałacu prowadziła w głąb wąskiego, wydłużonego parku na którego końcu znajdowały się 3 stawy rybne. W parku postawiono w 1772 obelisk z podobizną Heleny von Borck (autor – Meyer z Berlina) upamiętniający zmarłą żonę Heinricha von Borck. Stopniowo zmieniono założenie parkowe na angielskie (park krajobrazowy) na zlecenie Philippa von Borck, gdzie park powiększono i dodano wygony (padoki) dla pełnokrwistych klaczy (II połowa XIX w.).

## Kalendarium
Ważniejsze daty w historii miejscowości:
- 1124 – Miejscowość wymieniono w biografii misyjnej Ottona z Bambergu jako Castle Zitarigroda.
- 1229 – Wieś stanowi uposażenie zakonu joannitów.
- 1545 – Borkowie właścicielem miejscowości.
- 1578–79 – Borkowie wznoszą we wsi obronny dwór oraz kościół, bogato go uposażając.
- 1579 – Ukończono budowę kościoła ryglowego.
- 1602 – Bracia Andrzej Ernest i Jan Borck dokonali podziału posiadanych dóbr. Pierwszemu przypada Starogard.
- XVIII w. – Ufundowano ambonę w kościele.
- 1717–21 – Adrian Bernard Borcke wraz z żoną Antoinette Hedwig z domu Hallart rozbudowują posiadłość (styl holenderski) z pomocą króla Fryderyka Wilhelma I (podarował drewno dębowe i elementy wystroju wnętrz).
- 1741 – dobudowano dwukondygnacyjne skrzydła pałacu do których później dostawiono poprzeczne przybudówki, gdzie akcent stanowiły kwadratowe budynki wieżowe.
- 1743 – Heinrich Adrian Borcke prowadzi rozbudowę posiadłości i tworzy galerię

portretów – autor Antoine Pesne i gobelinów z motywami z mitologii. W spadku po zmarłym ojcu dostał majątek wartości 17 tys. talarów. Jego synowie to Friedrich Heinrich Adrian oraz Ernest Teodor.
- 1772 – W parku postawiono obelisk z wykonaną w brązie podobizną Heleny von Borck (autor – Meyer z Berlina) upamiętniający zmarłą żonę Heinricha von Bock.
- 1818–1945 – Miejscowość administracyjnie należy do Landkreis Regenwalde.
- 1840 – Ernst Theodor Albert Eugen von Borck z nadania zostaje hrabią (graf).
- 1843 – Urodził się tutaj Ernst Kuhlo, niemiecki inżynier i założyciel firmy Stettiner Electricitäts-Werke. Opatentował Kuhlo-kabel.
- 1848 – Właścicielem majątku jest graf Philiph Heinrich G. von Bork (ur. 1829). W skład dóbr wchodziły majątki w Mołstowie, Krosinie, Sosnowie, o łącznej powierzchni 11968 mórg. Wówczas zabudowania składały się z pałacu, 18 budynków mieszkalnych i 4 budynków produkcyjnych, które były obłożone podatkiem. Ponadto w majątku było 25 budynków wolnych od podatku, w tym obiekty parafialne (mieszkalny, gospodarczy i szkoła). W majątku działała cegielnia, młyn i mleczarnia (uruchomiono ją w latach 70. XIX wieku).
- 1892 – Majątkiem administrował niejaki Vogt, a areał ziem folwarcznych wynosił wówczas 1509 ha.
- 1908 – Do korpusu kościoła dobudowana została murowana wieża, w części górnej o konstrukcji ryglowej i wstawiono w okna 2 (lub 3) witraże z zakładu Hansa Schreibera z Berlina.
- do 1945 – we dworze znajdowały się portrety Borków, malowane przez malarza późnego baroku Antoine Pesne, zmarłego w 1757 roku w Berlinie.
- 1945 – W pałacu stacjonuje sztab niemiecki.
- 1945 – Ostatnim właścicielem rodowego majątku był Henning graf von Bork (1897-1969), a jego żona Hanneliese z domu von Zitzewitz. Za jego administracji powstało wiele nowych budynków jak stodoła, rządcówka i gospoda. Działały też gorzelnia, płatkarnia, krochmalnia i tartak. A obok majątków rodowych powstało kilka gospodarstw leśnych, które zarządzały ok. 1000 ha terenów leśnych. Na ogólną powierzchnię dóbr z folwarkami wchodziło ok. 3500 ha, z tego na Starogard przypadało 1597 ha. Rezygnowano z upraw polowych na rzecz hodowli i przemysłu rolno-przetwórczego i gospodarki leśnej. Łączny inwentarz grafa Henninga von Bork składał się z 160 koni, 350 szt. bydła, 1700 szt. krów mlecznych, 400 szt. trzody chlewnej oraz 1000 owiec.
- 02.1945 – Henning Borcke z żoną Honneliese wyjeżdżają z rodowego pałacu tuż przed wkroczeniem Armii Czerwonej pozostawiając służbę pałacową i polskich robotników przymusowych[23][24].
- 03.1945 – Do miejscowości wkracza Armia Czerwona. Pałac zostaje zajęty na sztab wojskowy. Żołnierze w zamku gwałcą i mordują kilka kobiet (prawdopodobnie wyłącznie Niemki) ze służy pałacowej. W odwecie mężczyźni (prawdopodobnie Niemcy i Polacy z robót przymusowych), nocą obezwładniają pijanych i palą żywcem w podziemiach kilku żołnierzy (oficerów?) radzieckich, a zamordowane kobiety chowają potajemnie na miejscowym cmentarzu. Nie mogąc znaleźć sprawców Rosjanie palą pałac i zabudowania.
- 1945 – Według Wulfa-Dietricha von Borcke skrzydło zachodnie pałacu zostało wysadzone w powietrze i rozebrane do fundamentu.
- 1945 – Zbudowano pomnik[25] dla żołnierzy radzieckich. Zdemontowany w 2022 roku.[26] Miejsce ma cmentarzu zbiorowej mogiły zamordowanych kobiet jest trudne do ustalenia.
- 1945-54 Siedziba gminy Starogard.
- 1992 – Majątek przejmuje Agencja Własności Rolnej Skarbu Państwa- Oddział Terenowy w Szczecinie.

## Demografia historyczna
Ludność Starogardu w różnych latach
- Rok 1748: 331 osób (51 rodzin) ([29]
- 1852: 310
- 1925: 671 (657 protestantów 14 katolików[30])
- 1933: 633
- 1939: 628

## Osoby urodzone lub związane ze Starogardem
- Adrian Bernhard von Borcke (ur. 21 lipca 1668 w Alt Döberitz, zm. 25 maja 1741 w Berlinie) — pruski feldmarszałek i minister. Był jednym z najbliższych doradców króla pruskiego Fryderyka Wilhelma I. Właściciel majątku ziemskiego.
- Heinrich Gustav von Borcke (ur. 2 maja 1829 w Tołkinach, zm. 19 lipca 1916 w Starogardzie) – pruski właściciel ziemski, polityk i poseł.
- Heinrich Adrian von Borcke (ur. 4 kwietnia 1715 w Szczecinie, zm. 17 kwietnia 1788 w Starogardzie) – niemiecki oficer w służbie pruskiej. Był nauczycielem wojskowym późniejszego króla Fryderyka Wilhelma II. Awansowany do stopnia generała kawalerii.

## Życiorys
- Wulf-Dietrich von Borcke: Starogard | Stargordt, Fundacja Akademia Kulice-Külz, Kulice-Berlin-Szczecin 2013, ISBN 978-83-935718-1-9.
- Zbigniew Harbuz: Kalendarium ziemi i powiatu łobeskiego, „Łabuź”, Łobez 2007, ISSN 1509-6378.
- Z dziejów ziemi łobeskiej – praca zbiorowa pod redakcją Tadeusza Białeckiego, Instytut Zachodniopomorski, Szczecin 1971.
- Ernst Bahr: Stargordt. In: Helge Bei der Wieden, Roderich Schmidt (Hrsg.): Handbuch der Historischen Stätten Deutschlands. Band 12. Mecklenburg Pommern. Alfred Kröner Verlag, Stuttgart 1996, s. 279.
- Heinrich Berghaus: Landbuch des Herzogtums Pommern und des Fürstentums Rügen. II. Teil, 4. Band, Anklam 1868, s. 108.
- Adrian Heinrich von Borcke: Beschreibung der Stargordtschen Wirtschaft in Hinterpommern, nebst G. M. L von Wedells Vorlesung in der patriotischen Gesellschaft zu Breslau über diesen Gegenstand und von Eickstädts Beschreibung der Hohenholzischen Wirtschaft in Vorpommern. Berlin 1792.
- Gunthard Stübs und Pommersche Forschungsgemeoinschaft: Die Gemeinde Stargordt im ehemaligen Kreis Regenwalde in Pommern (2011).
- Beschreibung der Stargordtschen Wirtschaft. Erstauflage: Breslau 1778. Neuauflage: Berlin 1792.